# Gil Garcés de Azagra
Gil Garcés de Azagra (también conocido como Egidio o Gil García de Azagra) fue un noble aragonés.

## Biografía
Hijo del matrimonio formado por Teresa de Hinojosa o de Hinestrillas y García Ruiz de Azagra, hermano de los dos primeros señores de Albarracín. Era nieto por vía materna de Miguel Muñoz de Hinojosa, señor de Hinojosa del Campo y de Deza, que sirvió a Alonso VII, y su esposa Sancha Gómez, señora de Bliecos y Boñices, por tanto primo de Rodrigo Jiménez de Rada y Martín, mayordomo de Alfonso VIII y de Enrique I; de los hermanos de aquella, Martín de Hinojosa y Munio fueron bien apreciados por Alfonso VIII de Castilla, el primero como obispo de Sigüenza y abad del monasterio de Santa María de Huerta, y el segundo como militar y cortesano.
No se conoce exactamente cuando debió de nacer, la primera noticia que se tiene de él es en 1185, cuando como hijo de Teresa recibió su parte de Deza junto con el obispo y abad de Huerta, su tío Martín de Hinojosa.
Gil Garcés se casó con Toda Ladrón (pariente de Teresa Gil de Vidaure, una de las esposas de Jaime I). En el testamento de su mujer se evidencia que Garcés gobernó Mora, hoy Mora de Rubielos, antiguo dominio de su suegro Pedro Ladrón, alférez de Pedro II de Aragón.
Desde julio de 1202 hasta diciembre de 1204 confirma diplomas de Alfonso VIII y en 1214 jura fidelidad al rey niño Jaime I.
En 1221 obtiene de su primo Rodrigo Jiménez de Rada los feudos de los castillos de Mira, Sierra y Serreilla.
Gil Garcés de Azagra debió de morir en 1237, cuando su viuda Toda Ladrón testa teniendo como albaceas a su propio hermano don Ladrón y al rey Jaime I durante el sitio de Valencia. El testamento menciona, junto al heredero varón Gil Garcés II, a una hija, María Gil, y una nieta, Elvira Gil.
Hay dudas sobre el lugar donde pudo ser enterrado, según un testamento de 1201, prometió varias donaciones y enterrarse en el monasterio de Santa María de Huerta, hecho que ratifica Antonio Ponz en el siglo XVIII, cuando vio un tablero en el monasterio de Huerta que decía: "Aquí yacen sepultados los nobles caballeros Gil Garcés, y Don Diego Muñoz y Don García Muñoz su hermano, que fueron nietos de generoso caballero Nuño Sánchez el noble”. Sin embargo en 1228 se hizo freire de Santiago, orden que regularmente ligaba las donaciones a enterramientos en sus iglesias. De esta manera pudo ser enterrado en la iglesia santiaguista de San Marcos de Teruel, como así se indica en el testamento de su esposa Doña Toda Ladrón, la cual en 1238 en sus últimas voluntades especifica su deseo de ser enterrada junto a su esposo en la iglesia de San Marcos de la ciudad de Teruel. Por lo tanto cabe la hipótesis de que quien esté enterrado en Santa María de Huerta sea su hijo, de igual nombre, Don Gil Garcés II de Azagra.
Gil Garcés de Azagra representa esos señores de frontera que durante la reconquista establecieron vínculos entre los reinos de Castilla y Aragón, según los intereses y alianzas por entonces muy cambiantes.